# Nipissing University

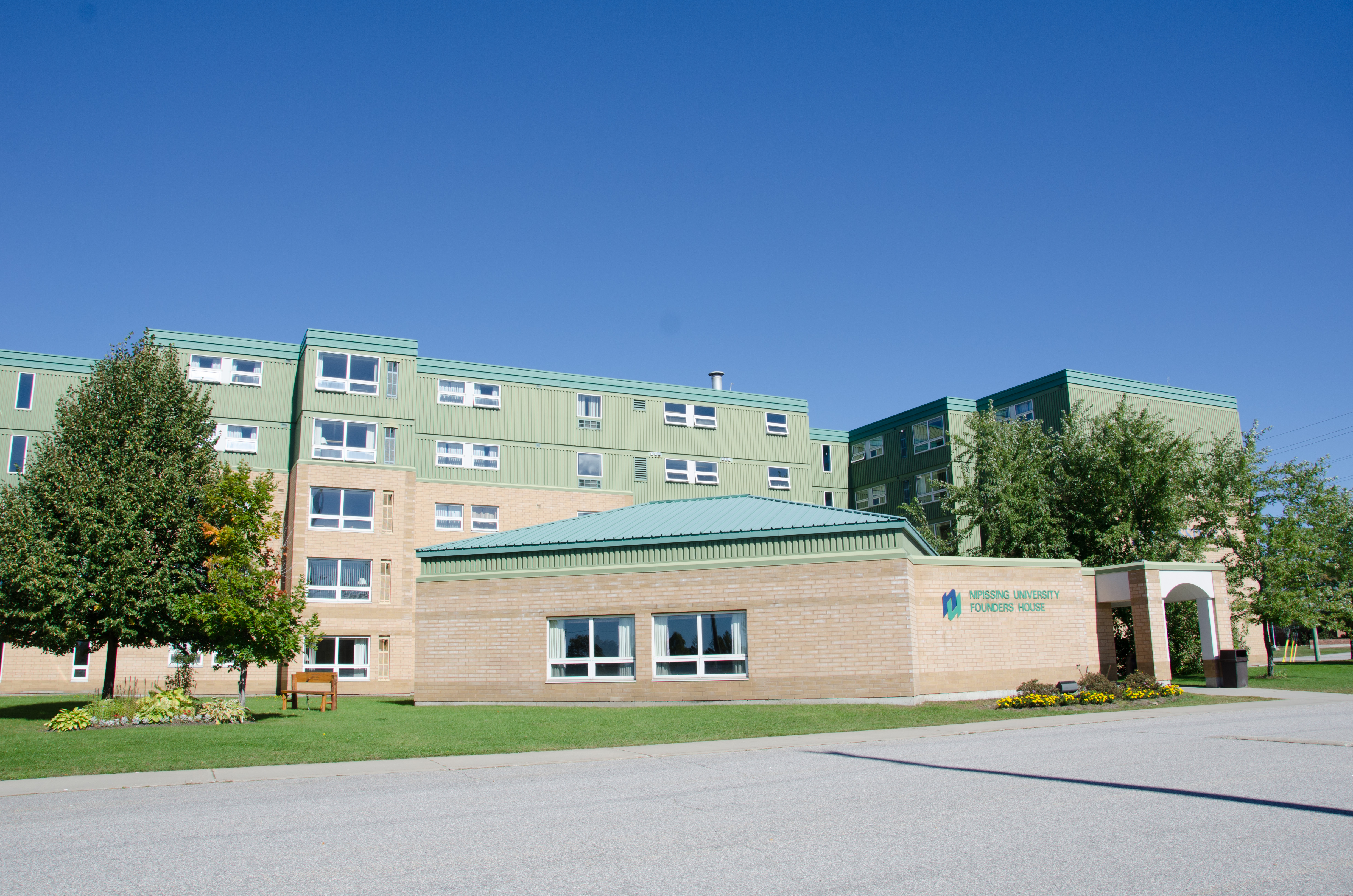
Nipissing University: Governors House Residence

Die Nipissing University ist eine öffentliche Universität in North Bay, Ontario, Kanada.
Bereits 1947 wurde über eine Hochschulgründung diskutiert und 1960 eine Northeastern University gegründet. 1967 erfolgte die Umfirmierung zum Nipissing College und eine Zusammenarbeit mit der Forschungsuniversität Laurentian University in Greater Sudbury und ab 1972 mit dem Canadore College. Die Nipissing University wurde 1992 gegründet und erhielt 2001 den Universitätsstatus.
Circa 5000 Studenten studieren in Bachelor- und Masterprogrammen sowie zahlreichen Zertifikats- und Weiterbildungskursen.